# تحديد النسل في إفريقيا
تضم أفريقيا معظم البلدان التي لديها أدنى معدلات استخدام لموانع الحمل؛ وأعلى معدلات الوفيات بين الأمهات والرضع والأطفال؛ وأعلى معدلات الخصوبة.
تستخدم 30% من النساء وسائل تنظيم النسل، مع نية نصف النساء الأفريقيات استخدامها في حال اتاحتها. من المشاكل الرئيسية التي تحول دون الحصول على وسائل تنظيم النسل واستخدامها هي عدم توافرها (لا سيما بين اليافعين، والأفراد غير المتزوجين، ومتدني الدخل)، ومحدودية خيارات وسائل تنظيم النسل، والآثار الجانبية أو الخوف من الآثار الجانبية المترتبة، ورفض أحد الطرفين استخدمها أو وجود إحدى الحواجز الأخرى القائمة على نوع الجنس، والقلق من الناحية الدينية، والتحيز من قبل مقدمي الرعاية الصحية. تشير أدلة على أن استخدام وسائل تنظيم الأسرة تقلل من معدلات وفيات الأمهات والرضع، وتحسن نوعية حياة الأمهات، وتحفز التنمية الاقتصادية.
تلعب السياسات العامة والسلوكيات الثقافية دورًا في انتشار ثقافة تنظيم النسل.

## الانتشار
في أفريقيا، 24% من النساء في سن الإنجاب يرغبن في الحصول على وسائل منع حمل حديثة ولكن دون تمكنهم من تلبية هذه الحاجة. توجد لدى رواندا وأوغندا أعلى حاجة غير ملباة للحصول على موانع الحمل. في أوغندا، تحاول المنظمات غير الحكومية زيادة إتاحة وسائل منع الحمل في المناطق الريفية. وفقا لدراسة أجراها كل من نواتشوكو وأوباسي في نيجيريا عام 2008، استخدمت 30% ممن شملتهم الدراسة وسائل منع الحمل. كشف المسح الاستقصائي الصحي الديموغرافي لعام 2013 أن نسبة 2% فقط من الفتيات النشطات جنسيًا تتراوح أعمارهم بين 15 – 19 عامًا استخدمن وسائل منع الحمل، وعلى إثر ذلك، فإنه من غير المستغرب أن 23% من الفتيات في ذلك العمر لديهم أطفال.
في ناميبيا، التي بلغ معدل استخدام وسائل منع الحمل فيها 46% بين عامي 2006-2007، كانت من أعلى المعدلات في أفريقيا، في حين أن السنغال، التي بلغ معدل استخدام وسائل منع الحمل فيها 8.7% في عام 2005، كانت إحدى أدنى المعدلات. في أفريقيا جنوب الصحراء الكبرى، يتسبب الفقر المدقع، وصعوبة الوصول لوسائل تحديد النسل، والقوانين التي تقيد الإجهاض إلى مرور 3% من النساء بإجهاضات غير آمنة. لدى جنوب أفريقيا وبوتسوانا وزمبابوي برامج ناجحة في تنظيم الأسرة، ولكن لا تزال بلدان أخرى في وسط أفريقيا وجنوبها تواجه صعوبات في تحقيق معدلات أعلى لانتشار وسائل منع الحمل وتحقيق معدلات خصوبة أدنى. زادت نسبة استخدام وسائل منع الحمل بين النساء في أفريقيا جنوب الصحراء الكبرى من نحو 5% في عام 1991 إلى نحو 30% في عام 2006. يظهر التقسيم الطبقي عدم مساواة فيما يتصل بنسب إنتشار الأمراض والوفيات. ظل التفاوت بين الأغنياء والفقراء فيما يتعلق باستخدام وسائل منع الحمل على حاله رغم التقدم الكلي الحاصل تجاه حالة الطبقات الاجتماعية وتوسع خدمات تنظيم الأسرة.

## العوامل المؤثرة في الانتشار
يسهم تزايد عدد السكان، ومحدودية فرص الحصول على وسائل منع الحمل، ومحدودية الخيارات المتاحة لأنواع وسائل منع الحمل، والتعارض العرفي والديني، وتردي نوعية الخدمات المتاحة، والحواجز القائمة على نوع الجنس، جميعها تسهم في تزايد «الحاجة غير الملباة» لوسائل منع الحمل في أفريقيا. في شرق أفريقيا، تعزى الاحتياجات غير الملباة إلى المتغيرات الاجتماعية والاقتصادية، ووضع برنامج تنظيم الأسرة، وأنماط السلوك الإنجابي. يعزو جيماه ارتفاع معدلات الخصوبة في بلدان جنوب الصحراء الكبرى في أفريقيا مقارنة بالبلدان النامية الأخرى إلى «العوامل المرتبطة بالإنجاب المبكر، وارتفاع معدلات وفيات الرضع، وانخفاض مستوى التعليم واستخدام وسائل منع الحمل، واستمرار العادات الاجتماعية التي تدعم كثرة الإنجاب».
من بين العوامل التي تم تحديدها والتي حالت دون استخدام وسائل منع الحمل الحديثة في دراسة أجريت عام 2008 في نيجيريا «ردة الفعل السلبية صحيًا، والخوف من التأثيرات المجهولة، والتكلفة، وعدم رضى القرين، والمعتقد الديني، ونقص المعرفة بخصوص الموضوع». وفقًا لدراسة بعنوان «دراسة تحليل في المساواة: تحديد المتأثرين ببرامج تنظيم الأسرة»، كانت العوامل الرئيسية المساهمة في عدم توافر معلومات كافية حول تنظيم الأسرة وأساليب منع الحمل الحديثة هي تدني مستوى التعليم، وصغر السن، والعيش في مناطق ريفية. وجدت دراسة أجريت في عام 1996، شملت زوجين في كل من المناطق الحضرية والريفية في كينيا لا يريدان إنجاب طفل، ولكنهما لا يستخدمان تحديد النسل، وجدت عوامل إضافية تشمل ممارسات تقليدية تحد من استخدام وسائل تحديد النسل، مثل «تسمية الأقارب» أي تسميتهم على اسم أفراد من العائلة، وتفضيل إنجاب الأبناء الذكور الذين يمكن أن يساعدوا والديهم ماليًا عند تقدمهم في السن.
حتى عام 1990، ارتبطت وسائل منع الحمل وتنظيم الأسرة بمخاوف تتعلق بأيديولوجية تحسين النسل والتحكم بالسكان، مما ضيّق نطاق التواصل الذي كان من شأنه إحداث تغيير سلوكي وتوزيع وسائل منع الحمل. مؤخرًا، اقترح نهج جديد يشجع الأزواج حول التفكير باستخدام وسائل منع الحمل، وذلك بوصفه إستراتيجية تضيق الفجوة بين الجنسين فيما يتعلق بنوايا الإنجاب لدى أحد الطرفين في البلدان النامية. عادة ما يكون الرجال هم صناع القرار بشأن استخدام وسائل تحديد النسل، وبالتالي ينبغي أو يكونو هم الجمهور المستهدف من الحملات التعليمية. من المتوقع أن يزيد الحوار بين الزوجين نسبة استخدام وسائل منع الحمل، إذ إن أحد الأسباب التي تجعل النساء يذكرون عدم استخدامهم وسائل منع الحمل هو عدم موافقة أزواجهن، بصرف النظر عن عدم مناقشة مسألة تنظيم الأسرة معهم.
تبين دراسة أجريت في عام 2013 في كينيا وزامبيا وجود علاقة متبادلة بين اتباع الرعاية قبل الولادة (الرعاية الصحية خلال الحمل) واستخدام وسائل منع الحمل بعد الولادة، ما أشار إلى إمكانية زيادة معدل استخدام وسائل منع الحمل عن طريق تعزيز خدمات الرعاية قبل الولادة. تشير دراسة أجريت في عام 1996 في زامبيا مرة أخرى إلى أهمية تثقيف الرجال والنساء على حد سواء، وتذكر أن تكون الأمهات العازيات والمراهقات محور التركيز الرئيسي للتثقيف في مجال تحديد النسل. من بين 376 امرأة شاركن في الدراسة بعد إجرائهن ولادة في المشفى، استخدمت 34% منهن وسائل تنظيم الأسرة سابقًا، واستخدمت 64% منهن وسائل تنظيم الأسرة بعد عام من الولادة. من بين النساء اللاتي لم يستعملن وسائل تنظيم الأسرة، ذكر 39% منهن أن الرفض الزوجي هو السبب. لم تستخدم 84% من النساء العازبات تنظيم الأسرة من قبل، و56% من المراهقات لا يعرفن شيئًا حول تنظيم الأسرة. وتشير دراسة كينية أجريت في عام 1996 أن التثقيف الحديث حول وسائل منع الحمل يعزز نوعية الحياة أكثر من «الممارسات الإنجابية التقليدية».

## الآثار

### الصحية
تحتل أفريقيا المعدل الأعلى لوفيات الأمومة، الذي يقيس معدل وفيات النساء بسبب الحمل والولادة. يبلغ معدل وفيات الأمومة في أفريقيا جنوب الصحراء الكبرى 1006 حالة وفاة مقابل 100 ألف ولادة تعيش فيها الأم. ويشير مقال لغالي وآخرين إلى أن زيادة إمكانية القيام بإجهاض آمن من شأنها أن تقلل من وفيات الأمهات بسبب عمليات الإجهاض غير الآمنة في إثيوبيا وتنزانيا. يقول ألفرن وآخرون ضمن دراسة بعنوان «الخصوبة، والاستثمار الأبوي، والاستخدام المبكر لوسائل منع الحمل الحديثة في المناطق الريفية في إثيوبيا» بأن الزيادة في استخدام وسائل تنظيم الأسرة تزيد المباعدة بين الولادات، مما يقلل بالتالي من وفيات الرضع، إلا أنه لم يكن هناك أثر ملحوظ على وفيات الأطفال عمومًا، ربما كان ذلك بسبب الانخفاض العام الذي حدث موخرًا في معدلات وفيات الأطفال بين مستخدمي وسائل منع الحمل وغير المستخدمين على حد سواء.
فضلًا عن ذلك، من شأن زيادة استخدام الواقيات الذكرية في أفريقيا التقليل من معدلات انتقال فيروس نقص المناعة البشرية.